# アメリカ人工知能学会
アメリカ人工知能学会（Association for the Advancement of Artificial Intelligence、AAAI）は、人工知能 (AI)技術を主題とする国際的な非営利の学術団体。「思考と知性の根底にある機構を科学的に解明し、機械でそれを実現する」ことを使命とする。アクロニムであるAAAIに決まった読み方はないが、コミュニティでは「トリプルAI」という読まれる場合が多い 。「アメリカ人工知能学会」というのは旧称 American Association for Artificial Intelligence の訳であり、現在の定訳はない。
その活動は、国際学会の開催や論文・書籍の発行など(主に研究者のための活動)にはとどまらず、AI研究コミュニティの広報役として、一般社会への普及活動も行い、例えばAI Topicsのような一般向けのニュースブログを運営する。また、研究募金を集め資金を分配する機能も担っており、若い研究者へのtravel grantの発行や、賞の贈呈なども行う。

## 歴史
1979年、"American Association for Artificial Intelligence" として設立され、2007年に "Association for the Advancement of Artificial Intelligence" と改称。世界中に6,000人以上の会員がいる。アレン・ニューウェル、エドワード・ファイゲンバウム、マービン・ミンスキー、ジョン・マッカーシーといった著名な計算機科学者が初期の会長を歴任した。

## AAAIフェロー
AAAIフェローとは、10年以上にわたって重大な知的貢献を行った研究者に AAAI が与える称号である。例年2月に、フェロー推薦会議 (Fellow Selection Committee)によって 5-10 人が選ばれる。今までの受賞者で、いまだAAAIのメンバーとして現役である研究者のリストは Fellows of the AAAI や Current AAAI Fellows から、引退した永世フェローのリストは Elected AAAI Fellows から見ることが出来る。

## 活動
AAAI は人工知能学界に様々なサービスを提供している。AAAI は毎年開催される人工知能関連の会議やシンポジウムを主催し、14 の学会誌の刊行にも関わっている。1979年、MIT Press と共同で AAAI Press という出版事業を開始し、人工知能関連の書籍を出版している。さらに1980年から季刊誌 AI Magazine も出版しており、AI研究者が研究領域外に知識の幅を広げられるような内容を目指している。
AAAI は各国の関連団体と共同で国際人工知能会議(IJCAI) および "AAAI Conference on Artificial Intelligence" を開催している。 2014年まではこの2つは隔年で開催していた。単にAAAI,あるいは「今年のAAAI」などと呼ぶ場合は、この学会のことをさす場合もある。 AAAI ConferenceとIJCAIは、投稿された論文を掲載する際の査読基準が厳しく、平均して20%前後の論文しか学会で発表することが許されない。それゆえ、人工知能分野では最も権威ある会議の1つである。

### 主催する国際会議
AAAI は、人工知能分野全体をカバーする AAAI Conference と IJCAI の他に、数々の分野にわかれた国際会議を開催している。これらの学会に提出された論文は、アクセプト後 AAAI Press にて公開される。
- en:ICML [8] (International Conference on Machine Learning) --- 機械学習系の最難関会議(論文の採択率30%以下)。
- en:AAMAS [9](International Conference on Autonomous Agents and Multiagent Systems) --- 分散マルチエージェントシステム系の最難関会議(論文の採択率30%以下)。
- ICAPS [10] (International Conference on Automated Planning and Scheduling) --- プランニング系最難関会議(論文の採択率30%以下)。旧AIPS
- KR (Knowledge Representation)
- AIIDE Artificial Intelligence and Interactive Digital Entertainment Conference
- FLAIRS Florida AI Research Society Conferences
- HCOMP AAAI Conference on Human Computation and Crowdsourcing
- IAAI Innovative Applications of Artificial Intelligence Conference
- ICWSM International Conference on Web and Social Media
- SARA Symposium on Abstraction, Reformulation, and Approximation

### 統合などの結果現在は開催されていない会議
- ARPI Advanced Planning Technology: Technological Achievements of the ARPA/Rome Laboratory Planning Initiative
- SIGMAN Artificial Intelligence and Manufacturing Research Planning Workshops
- AIPS (Artificial Intelligence Planning Systems Conference --- 2003年以降ICAPSと融合[11])
- BISFAI Bar-Ilan Symposium on Foundations of Artificial Intelligence
- ISMB Intelligent Systems for Molecular Biology
- ICCCD Computational Cultural Dynamics
- KDD Knowledge Discovery and Data Mining Conference --- 今は ACM 配下の SIGKDD へ移行
- ICMAS International Conference on Multiagent Systems
- HCI Human-Computer Interaction in Aeronautics
- MSL Multistrategy Learning

### AAAI Conferenceの開催時期
AAAIは、2015年度の学会を通常の2015年夏ではなく2015年冬(1-3月)に開催することに決定した。
2016年度の開催時期も同様である。